# ماز کاناتا
ماز کاناتا (انگلیسی: Maz Kanata) یک شخصیت داستانی در جنگ ستارگان است. او برای اولین بار در جنگ ستارگان: نیرو برمی‌خیزد (۲۰۱۵) که توسط لوپیتا نیونگو ساخته شده بود، به نمایش درآمد. ابزار و ایجاد او توسط تصاویر کامپیوتری به وقوع پیوست. او یک دزد و قاچاقچی سابق بوده‌است که او هم‌اکنون یک میکده را در قلعه ای در سیاره تخیلی تاکودانا اداره می‌کند و بیش از ۱۰۰۰ سال سن دارد.